# 織田信広
織田 信広（おだ のぶひろ）は、戦国時代から安土桃山時代にかけての武将。尾張の戦国大名である織田信秀の庶長子で、織田信長の異母兄。三河安祥城主。通称は三郎五郎、後に大隅守。

## 生涯
信秀の第一子で、生母は側室であり、母親の出自は不明である。『系図纂要』では母親を「家女」としており、生母の身分が低かったため「信長御舎兄」ながらも織田弾正忠家の親族衆の扱いで、しばしば津田信広とも表記された。
生年は不明だが、谷口克広は、「天文3年（1534年）生まれの信長よりも5、6歳は年長であろう」としている。
また『信長公記』の記述から、男色絡みの恨みで家老の角田新五に攻められて切腹した信時（秀俊）は、信広の同母弟だったのではないかと考えられている。
信広は父信秀の西三河進出に従って若い頃から転戦した。

天文17年（1548年）、第二次小豆坂の戦いでは信広（三郎五郎）は先鋒を務めたが、小豆坂で駿河衆（今川勢）と鉢合わせしてしまい、しばらく戦ったが劣勢であったので、信秀本陣があった盗木の付近までひとまず退いた。本隊と合流して盛り返した織田勢は、駿河衆を小豆坂まで押し返したが、そこで伏兵（岡部長教）に遭って再び苦戦。信秀はその後も攻撃を続けて二度撃退され、味方の損害が多いというので兵を引き上げ、駿河衆が勝鬨をあげた。織田勢は安祥城へと退き、信秀は信広を安祥城の城主として守備に任せて清須城へと帰還した。

天文18年（1549年）3月19日、信広の守る安祥城は、今川義元の名代太原雪斎（崇孚）と朝比奈泰能らを将とする駿河・遠江・三河の三カ国の大軍に攻められた。しかし深入りした（三河衆の）先鋒の本多忠高が、弓の名手だった前島伝次郎に射殺されるなど、寄せ手は死傷者が多かったので、雪斎は兵を退いた。
同年11月9日、義元は再び雪斎を出陣させて、安祥城を攻め落とさせ、信広を生捕りにした。信長が率いる後詰が鳴海砦まで前進していたが、黒煙が上がるのをみて落城を知って兵を退いた。雪斎は織田勢の先鋒の林佐渡守と平手政秀に手紙を送って、「安祥城はすでに落城し、三郎五郎信広は切腹しようとするところを先程捕らえたが、そちらが捕らえている竹千代（徳川家康）と人質替えをしよう」と持ちかけると応諾したので、10日、萬松寺天王坊に幽閉されていた竹千代は織田玄蕃と織田勘解由左衛門に付き添われ、信広をつれた岡崎の三河衆とで人質交換が行われた。
西三河支配の橋頭堡だった安祥城の陥落に加えて、松平家の世継ぎの帰還により同家の勢いが増したことで、織田家の三河における求心力は大きく後退した。
天文21年（1552年）に信長が織田家の家督を継ぐと、信広は異母弟に仕えることになった。
年次はよくわからないが、信長に織田信行（信勝）が反旗を翻した年と同じとして、弘治2年（1556年）頃、信広は美濃の斎藤義龍と組んで清洲城を乗っ取ろうと謀反を画策した。「敵が攻め寄せると信長はいつも軽々しく出陣し、（後詰めに）信広が出陣して清洲の町中を通れば、留守居役の佐脇藤右衛門が必ず町まで出てきて接待をする。次の機会にはその時に佐脇を殺害して、混乱に乗じて清洲城を乗っ取り、合図の狼煙をあげるので、すぐに美濃勢は川を渡って近くまで攻め込めばいい。信長の味方のふりをして信広も出撃して、合戦になったら背後から攻める」と謀議して密約した。しかし美濃勢がいつもより気合を抜いた様子で川岸付近に接近してきたとの報告を受けた信長は「さては家中に謀叛があるのだな」と見抜き、佐脇には城を絶対に出ないように命じ、町人も総構えを警備し、城門を閉めて、信長が帰陣するまで人を入れないように厳命して出陣した。信長出陣を聞いて、信広は手勢を残らず率いて清洲城に向かったが、信広到着を申し入れても入城を拒まれたため、謀叛が知られたかと不審に思って急いで撤退した。このため美濃勢も退去して、信長も帰陣した。
信長は信広を赦免しているが、経緯は不明。信行の謀叛の終息後、家臣団すべてに与えられた赦免を受けたと考えても矛盾はないだろう。
以後は二心無く信長に仕え、当時はまだ信長の息子たちも幼く、信秀直系で一番の年長者ということもあって、織田家連枝衆の中ではまとめ役的な存在であったという。
永禄11年（1568年）9月の信長が上洛戦に従軍した。翌年から元亀元年頃まで京都に常駐して、信長の庶兄という立場から公家と将軍足利義昭との折衝役を任された。この頃、受領名を大隅守として、津田三郎五郎を称した。
永禄12年（1569年）3月、信広は菅屋長頼・飯尾尚清・大津長治とともに、岐阜下向の山科言継より訪礼されている。

元亀元年（1570年）9月25日、南近江での浅井・朝倉氏との対峙において、比叡山を包囲するために、信広と三好為三（政勝）・香西越後守は、将軍義昭の軍勢と一緒に、山城国の勝軍城（勝軍山城、将軍地蔵山城、北白川城）に置かれた。
元亀3年（1572年）10月、武田の将秋山虎繁に攻められた岩村城の救援に参戦したが、城は降伏して落城した。
天正（元亀）元年（1573年）4月2日、信長は不和になっていた義昭の籠もる二条御所を包囲して、上京を焼き払った。義昭は和議に応じぜざるえなくなったので、3日、折衝のために信長の名代として信広が交渉に臨み、和議を締結させた。この頃、吉田兼見と親しく交わり、何度か邸宅を行き来している。
天正2年（1574年）7月、伊勢長島攻めに従軍。信広は諸将（羽柴秀長・浅井政澄・丹羽長秀・氏家直通・安藤守就・飯沼長継など多数）と共に中央の陣に加わった。7月15日、篠橋・大鳥居・屋長島・中江・長島（長島願証寺）の5つの攻撃目標のうち、篠橋の砦を、信広・織田信成・織田信次・直通・守就・長継・政澄・水野信元・横井雅楽助で、攻撃した。篠橋・大鳥居の一揆勢は弱り果てて赦免を求めたが、信長は「悪人どもを懲らしめるために兵糧攻めにして、年来の罪過・悪行に対する鬱憤を晴らす」といって拒否した。長島の一揆勢は長期戦の備えもなく3ヶ月も籠城して半数が餓死した。

9月29日、海と陸からの兵糧攻めに堪え兼ね、一揆の指揮をとっていた下間頼旦は開城を願い出て、信長は今度はこれを許すが、偽計であった。降参した一揆勢が多数の船に分乗して長島から退去しようとしているところを、織田勢は鉄砲で撃ちかけて狙撃し、襲い掛かって、際限もなく川に切り捨てた。騙されたと知った一揆勢のうち気骨のある7、8百人が裸になって川に飛び込み、抜刀ひとつで反撃して、警備の手薄なところを突破して、散り散りに逃走した。この一揆勢の思わぬ反撃にあって、織田家の親族衆が多く討死したが、信広もこのときに戦死した。この頃、42歳か43歳ぐらいという。

## 子孫
『織田系図』には信広の子は書かれていないが、『寛政重修諸家譜』『系図纂要』には信広には女児がおり、娘の深光院（桂峯院）は信長の養女として丹羽長秀に嫁いでいる。彼女は丹羽長重、稲葉典通の正室の生母で、そうであれば仁孝天皇の祖先となり、その血筋は現在の皇室にも繋がっていることとなる。
この他、『系図纂要』は、信広の項目とは別に、信長の庶長子の織田信正について、その正室を「大隅守信広女」として前述の娘とは別の恭姫を書いている。

## 登場する関連作品
伝記・小説
- いせひこ、大沼田伊勢彦『織田家の長男に生まれました』

漫画
- 大沼田伊勢彦、逸見兎歌、平沢下戸『織田家の長男に生まれました: 戦国時代に転生したけど、死にたくないので改革を起こします』（『チャンピオンクロス』連載、秋田書店、2022年10月6日 - 連載中、既刊8巻、上記同名小説作品のコミカライズ）